# Torneo Apertura 2013 Fútbol Femenino (Chile)
El Campeonato de Apertura de Primera División de Fútbol Femenino 2013 fue el octavo torneo de la Primera División de fútbol femenino de Chile, comenzó el día 23 de febrero. La organización está a cargo de la Asociación Nacional de Fútbol Profesional (ANFP). Desde el día 20 de abril NCC Radio comenzó a transmitir algunos de los partidos a través de su sitio web.

## Sistema de Campeonato
Los clubes se dividen en 2 grupos, Zona Norte y Zona Sur, cada uno conformado con 9 equipos, Audax Italiano, Colo-Colo, Deportes La Serena, Palestino, San Luis de Quillota, Santiago Wanderers, Unión Española, Universidad Católica y Universidad de Chile constituyeron la Zona Norte, mientras que, Cobresal, Curicó Unido, Deportes Temuco, Everton, Deportes Puerto Montt, Rangers, Santiago Morning, Unión Temuco y Universidad Austral de Chile conformaron la Zona Sur.
El campeonato de apertura se jugó en modalidad de todos contra todos, en dos ruedas, clasificando a etapa de Play Off los 4 clubes mejores ubicados en la tabla de cómputo general en cada zona.

## Incorporaciones y Retiros
| a Apertura 2013              |
| ---------------------------- |
| Deportes Temuco              |
| Puerto Montt                 |
| Rangers                      |
| Unión Temuco                 |
| Universidad Austral de Chile |

| a Asociación de Origen          |
| ------------------------------- |
| Ñublense Desafiliado            |
| San Marcos de Arica Desafiliado |

## Equipos participantes
| Nombre               | Ciudad                   | Fundación               | Estadio                              |
| -------------------- | ------------------------ | ----------------------- | ------------------------------------ |
| Audax Italiano       | Santiago (La Florida)    | 30 de noviembre de 1910 | Bicentenario Municipal de La Florida |
| Cobresal             | El Salvador              | 5 de mayo de 1979       | El Cobre                             |
| Colo-Colo            | Santiago (Macul)         | 19 de abril de 1925     | Monumental                           |
| Curicó Unido         | Curicó                   | 26 de febrero de 1973   | La Granja                            |
| Deportes La Serena   | La Serena                | 9 de diciembre de 1955  | La Portada                           |
| Deportes Temuco      | Temuco                   | 27 de junio de 1916     | Bicentenario Germán Becker           |
| Everton              | Viña del Mar             | 24 de junio de 1909     | Sausalito                            |
| Palestino            | Santiago (La Cisterna)   | 20 de agosto de 1920    | Municipal de La Cisterna             |
| Puerto Montt         | Puerto Montt             | 6 de mayo de 1983       | Regional de Chinquihue               |
| Rangers              | Talca                    | 2 de noviembre de 1902  | Fiscal de Talca                      |
| San Luis de Quillota | Quillota                 | 8 de diciembre de 1919  | Bicentenario Lucio Fariña Fernández  |
| Santiago Morning     | Santiago (La Pintana)    | 16 de octubre de 1903   | Municipal de La Pintana              |
| Santiago Wanderers   | Valparaíso               | 15 de agosto de 1892    | Regional Chiledeportes               |
| Unión Española       | Santiago (Independencia) | 18 de mayo de 1897      | Santa Laura                          |
| Unión Temuco         | Temuco                   | 10 de enero de 2008     | Estadio Germán Becker                |
| UACH                 | Valdivia                 |                         |                                      |
| Universidad Católica | Santiago (Las Condes)    | 21 de abril de 1937     | San Carlos de Apoquindo              |
| Universidad de Chile | Santiago (Ñuñoa)         | 24 de mayo de 1927      | Nacional Julio Martínez              |

## Clasificación por zona

### Zona Norte
| POS. | EQUIPO               | PTS | PJ | PG | PE | PP | GF  | GC  | DG   | REND   |
| ---- | -------------------- | --- | -- | -- | -- | -- | --- | --- | ---- | ------ |
| 1    | Colo-Colo            | 46  | 16 | 15 | 1  | 0  | 158 | 7   | 151  | 95,83% |
| 2    | Audax Italiano       | 34  | 16 | 10 | 4  | 2  | 57  | 23  | 34   | 70,83% |
| 3    | Universidad de Chile | 29  | 16 | 9  | 2  | 5  | 49  | 32  | 17   | 60,42% |
| 4    | Universidad Católica | 28  | 16 | 9  | 1  | 6  | 32  | 29  | 3    | 58,33% |
| 5    | Santiago Wanderers   | 26  | 16 | 8  | 2  | 6  | 25  | 28  | -3   | 54,17% |
| 6    | San Luis de Quillota | 18  | 16 | 6  | 0  | 10 | 25  | 66  | -41  | 37,50% |
| 7    | Unión Española       | 15  | 16 | 5  | 0  | 11 | 29  | 44  | -15  | 31,25% |
| 8    | Deportes La Serena   | 11  | 16 | 3  | 2  | 11 | 23  | 66  | -43  | 22,92% |
| 9    | Palestino            | 3   | 16 | 1  | 0  | 15 | 15  | 118 | -103 | 6,25%  |

### Zona Sur
| POS. | EQUIPO           | PTS | PJ | PG | PE | PP | GF | GC  | DG  | REND   |
| ---- | ---------------- | --- | -- | -- | -- | -- | -- | --- | --- | ------ |
| 1    | Santiago Morning | 43  | 16 | 14 | 1  | 1  | 85 | 19  | 66  | 89,58% |
| 2    | Everton          | 41  | 16 | 13 | 2  | 1  | 94 | 17  | 77  | 85,42% |
| 3    | Unión Temuco     | 31  | 16 | 9  | 4  | 3  | 60 | 30  | 30  | 64,58% |
| 4    | Curicó Unido     | 24  | 16 | 7  | 3  | 6  | 47 | 34  | 13  | 50,00% |
| 5    | Rangers          | 23  | 16 | 7  | 2  | 7  | 56 | 51  | 5   | 47,92% |
| 6    | Puerto Montt     | 16  | 16 | 4  | 4  | 8  | 29 | 49  | -20 | 33,33% |
| 7    | UACH             | 14  | 16 | 4  | 2  | 10 | 27 | 58  | -31 | 29,17% |
| 8    | Cobresal         | 14  | 16 | 4  | 2  | 10 | 20 | 66  | -46 | 29,17% |
| 9    | Deportes Temuco  | 0   | 16 | 0  | 0  | 16 | 11 | 103 | -92 | 0%     |

POS. = Posición; PTS = Puntos; PJ = Partidos Jugados; PG = Partidos Ganados; PE = Partidos Empatados; 
 PP = Partidos Perdidos; GF = Goles a favor; GC = Goles en contra; DG = Diferencia de goles
|  | Clasifican a playoffs |

## Evolución de la clasificación
| EQUIPO / FECHA       | 01 | 02 | 03 | 04 | 05 | 06 | 07 | 08 | 09 | 10 | 11 | 12 | 13 | 14 | 15 | 16 | 17 | 18 |
| -------------------- | -- | -- | -- | -- | -- | -- | -- | -- | -- | -- | -- | -- | -- | -- | -- | -- | -- | -- |
| Audax Italiano       | 4  | 2  | 1  | 2  | 2  | 2  | 3  | 3  | 3  | 3  | 3  | 3  | 2  | 2  | 2  | 2  | 2  | 2  |
| Colo-Colo            | 1  | 1  | 2  | 1  | 1  | 1  | 1  | 1  | 1  | 1  | 1  | 1  | 1  | 1  | 1  | 1  | 1  | 1  |
| Deportes La Serena   | 4  | 7  | 8  | 8  | 8  | 8  | 8  | 8  | 8  | 8  | 8  | 8  | 8  | 8  | 8  | 8  | 8  | 8  |
| Palestino            | 8  | 8  | 9  | 9  | 9  | 9  | 9  | 9  | 9  | 9  | 9  | 9  | 9  | 9  | 9  | 9  | 9  | 9  |
| San Luis de Quillota | 7  | 8  | 7  | 7  | 7  | 7  | 6  | 7  | 7  | 7  | 7  | 7  | 6  | 6  | 6  | 6  | 6  | 6  |
| Santiago Wanderers   | 9  | 5  | 6  | 5  | 6  | 6  | 7  | 6  | 5  | 5  | 5  | 5  | 5  | 5  | 5  | 5  | 5  | 5  |
| Unión Española       | 7  | 6  | 4  | 4  | 5  | 5  | 5  | 5  | 6  | 6  | 6  | 6  | 7  | 7  | 7  | 7  | 7  | 7  |
| Universidad Católica | 3  | 4  | 3  | 6  | 4  | 3  | 2  | 2  | 2  | 2  | 2  | 2  | 3  | 3  | 3  | 3  | 3  | 4  |
| Universidad de Chile | 2  | 3  | 5  | 3  | 3  | 4  | 4  | 4  | 4  | 4  | 4  | 4  | 4  | 4  | 4  | 4  | 4  | 3  |

| EQUIPO / FECHA               | 01 | 02 | 03 | 04 | 05 | 06 | 07 | 08 | 09 | 10 | 11 | 12 | 13 | 14 | 15 | 16 | 17 | 18 |
| ---------------------------- | -- | -- | -- | -- | -- | -- | -- | -- | -- | -- | -- | -- | -- | -- | -- | -- | -- | -- |
| Cobresal                     | 9  | 8  | 8  | 8  | 8  | 8  | 8  | 8  | 8  | 8  | 8  | 8  | 8  | 8  | 8  | 8  | 8  | 8  |
| Curicó Unido                 | 2  | 3  | 3  | 4  | 5  | 4  | 4  | 5  | 5  | 4  | 4  | 4  | 4  | 4  | 4  | 4  | 4  | 4  |
| Deportes Puerto Montt        | 8  | 6  | 6  | 6  | 6  | 7  | 7  | 7  | 6  | 6  | 6  | 6  | 6  | 6  | 6  | 6  | 6  | 6  |
| Deportes Temuco              | 6  | 9  | 9  | 9  | 9  | 9  | 9  | 9  | 9  | 9  | 9  | 9  | 9  | 9  | 9  | 9  | 9  | 9  |
| Everton                      | 1  | 1  | 1  | 1  | 1  | 1  | 1  | 1  | 2  | 2  | 2  | 2  | 2  | 1  | 2  | 2  | 2  | 2  |
| Rangers                      | 7  | 5  | 5  | 5  | 3  | 5  | 5  | 4  | 4  | 5  | 5  | 5  | 5  | 5  | 5  | 5  | 5  | 5  |
| Santiago Morning             | 4  | 2  | 4  | 5  | 2  | 2  | 2  | 2  | 1  | 1  | 1  | 1  | 1  | 2  | 1  | 1  | 1  | 1  |
| Unión Temuco                 | 3  | 4  | 2  | 3  | 4  | 3  | 3  | 3  | 3  | 3  | 3  | 3  | 3  | 3  | 3  | 3  | 3  | 3  |
| Universidad Austral de Chile | 5  | 7  | 7  | 7  | 7  | 6  | 6  | 6  | 7  | 7  | 7  | 7  | 7  | 7  | 7  | 7  | 7  | 7  |

* Nota: Algunos partidos no se jugaron en la fecha programada, cuando dichos encuentros pendientes se disputaron, la tabla de evolución se rehízo como si se hubieran jugado en las fechas correspondientes.

## Playoffs
Terminada la fase clasificatoria, los 4 mejores equipos de cada zona accedieron a playoffs para disputar el título del campeonato de apertura 2013. Los cuartos de final y las semifinales se jugaron en un solo partido, jugando de local el equipo que obtuvo el mejor lugar en su zona durante la fase regular del campeonato. La final se disputó en partidos de ida y vuelta, siendo local en el primer partido el equipo que obtuvo menor rendimiento durante la fase regular.
|  | Cuartos de final     | Cuartos de final     | Cuartos de final |   |           | Semifinales | Semifinales | Semifinales |  |  | Final            | Final            | Final            |
|  | 06 y 7 de julio      | 06 y 7 de julio      | 06 y 7 de julio  |   |           | 13 de julio | 13 de julio | 13 de julio |  |  | 18 y 21 de julio | 18 y 21 de julio | 18 y 21 de julio |
|  |                      |                      |                  |   |           |             |             |             |  |  |                  |                  |                  |
|  | Colo-Colo            | ——                   | 5                |   |           |             |             |             |  |  |                  |                  |                  |
|  | Curicó Unido         | ——                   | 1                |   |           |             |             |             |  |  |                  |                  |                  |
|  | Curicó Unido         | ——                   | 1                |   | Colo-Colo | ——          | 4           |             |  |  |                  |                  |                  |
|  |                      |                      |                  |   | Colo-Colo | ——          | 4           |             |  |  |                  |                  |                  |
|  |                      | Audax Italiano       | ——               | 0 |           |             |             |             |  |  |                  |                  |                  |
|  | Audax Italiano       | Audax Italiano       | ——               | 0 | ——        | 6           |             |             |  |  |                  |                  |                  |
|  | Audax Italiano       |                      |                  |   | ——        | 6           |             |             |  |  |                  |                  |                  |
|  | Unión Temuco         | ——                   | 0                |   |           |             |             |             |  |  |                  |                  |                  |
|  |                      |                      |                  |   |           |             |             |             |  |  | Colo-Colo        | 2                | 4                |
|  |                      |                      | Everton          | 0 | 0         |             |             |             |  |  |                  |                  |                  |
|  | Everton              | ——                   | 5                |   |           |             |             |             |  |  |                  |                  |                  |
|  | Universidad de Chile | ——                   | 0                |   |           |             |             |             |  |  |                  |                  |                  |
|  | Universidad de Chile | ——                   | 0                |   | Everton   | ——          | 1           |             |  |  |                  |                  |                  |
|  |                      |                      |                  |   | Everton   | ——          | 1           |             |  |  |                  |                  |                  |
|  |                      | Universidad Católica | ——               | 0 |           |             |             |             |  |  |                  |                  |                  |
|  | Santiago Morning     | Universidad Católica | ——               | 0 | ——        | 0           |             |             |  |  |                  |                  |                  |
|  | Santiago Morning     |                      |                  |   | ——        | 0           |             |             |  |  |                  |                  |                  |
|  | Universidad Católica | ——                   | 2                |   |           |             |             |             |  |  |                  |                  |                  |

### Final
| 29 de diciembre de 2013 | Colo-Colo                             | 3:0 (0:0) | Santiago Wanderers | Complejo Deportivo Quilín, Santiago (Macul) |                                  |
|                         | Lara 53' · Banini 82' · Ascanio 90+1' | Reporte   |                    | Árbitro(s): María Belén Carvajal            | Árbitro(s): María Belén Carvajal |

## Campeón
| Chile               |
| Colo-Colo 6º título |